# 津沢駅
津沢駅（つざわえき）は、かつて富山県小矢部市（旧・砺中町）津沢にあった加越能鉄道加越線の駅（廃駅）。
富山県立砺波女子高等学校（現・富山県立となみ野高等学校）やゴールドウインの最寄り駅として、多くの通学・通勤客が利用していた。

## 歴史

1959年（昭和34年）当時の津沢駅を紹介する新聞記事

- 1922年（大正11年）7月22日：加越鉄道の石動駅 - 福野駅間開業により開業[2]。
- 1926年（大正15年）8月15日：当駅 - 福野駅間に安居寺口駅（後に柴田屋駅へ改称）が開業する[3]。
- 1933年（昭和8年）5月15日：当駅 - 柴田屋駅間に本江駅が開業する[3]。
- 1943年（昭和18年）1月1日：富山地方鉄道の駅となる[3]。
- 1950年（昭和25年）10月23日：加越能鉄道の駅となる[3]。
- 1972年（昭和47年）9月16日：加越線の廃止により廃駅[3]。

## 貨物取扱
1967年（昭和42年）7月1日現在における当駅接続の専用線は以下の通りであった。
- 津沢倉庫線（動力：手押、作業粁程：0.1粁）

## 跡地
福野側の駅舎跡は、津沢第三児童公園（愛称、津沢駅児童公園）に整備された。公園内には砺波鉄道創立者の1人、津島吉六の顕彰碑が建っている。

## 隣の駅
加越能鉄道
加越線
薮波駅 - 津沢駅 - 本江駅